# 裴景福
裴景福（1854年—1924年），字伯谦，又字安浦，号臆闇，安徽省潁州府霍邱縣新店人，清末民初政治人物、收藏家，同進士出身。
光緒十二年（1886年）進士。同年五月，著主事分部学习。历官广东陆丰、番禺、潮阳知县。光绪二十六年（1900年），擔任清朝廣州府南海縣知縣。后由王崧接任。因好收藏古董字画，为时任两广总督岑春煊嫉恨，被革职入监。岑春暄上奏朝廷谓其“两广县令，裴为贪首，凭籍外力，藐视国法”，戍新疆。适新疆台宪与其同榜，委为代理电报局局长。民国初，任安徽省政务长。晚年辞官乡居。
裴景福收藏丰富，精于鉴赏。藏有王石谷《黄河流域图》、《运河图》，钟太傅书表，王羲之《落水兰亭序》，号称“裴氏四宝”。著作有《壮陶图书画录》、《河海昆仑录》、《睫周诗抄》等。民国十三年（1924年）病卒。